# Tapusalaia Terry Toʻomata
Tapusalaia Terry Uli Toʻomata (geb. im 20. Jahrhundert) ist ein ehemaliger samoanischer Diplomat, der eine bedeutende Rolle in den Beziehungen zwischen Samoa und der Volksrepublik China spielte. Im August 2009 wurde er zum ersten Botschafter Samoas in China ernannt, eine Position, die er bis Februar 2022 innehatte. Davor war Toʻomata als stellvertretender Geschäftsführer im samoanischen Ministry of Foreign Affairs and Trade tätig. Während seiner langjährigen Amtszeit setzte sich Toʻomata für die Stärkung der bilateralen Beziehungen zwischen Samoa und China ein, insbesondere in den Bereichen Wirtschaft, Handel, Kultur und Tourismus.

## Diplomatische Karriere
Tapusalaia Terry Toʻomata wurde im August 2009 zum ersten Botschafter Samoas in der Volksrepublik China ernannt. Am 28. August 2009 überreichte er sein Beglaubigungsschreiben an den damaligen chinesischen chinesischen Staatspräsidenten Hu Jintao und trat offiziell sein Amt an. Vor seiner Ernennung war Toʻomata stellvertretender Geschäftsführer im Ministry of Foreign Affairs and Trade Samoas.
In seiner Rolle als Botschafter setzte sich Toʻomata für die Stärkung der bilateralen Beziehungen zwischen Samoa und China ein, insbesondere in den Bereichen Wirtschaft, Handel, Kultur und Tourismus. Er betonte die langjährige Verbindung zwischen den beiden Ländern, die bis ins späte 18. Jahrhundert zurückreicht. Toʻomata vertrat Samoa bei wichtigen diplomatischen Anlässen, wie beispielsweise seinem Besuch an der Guangdong University of Foreign Studies im Dezember 2020, wo er Möglichkeiten für engere akademische Zusammenarbeit und Studentenaustausch erörterte.
Am 1. Februar 2022 wurde Luamanuvae Albert Mariner zum neuen Botschafter Samoas in der Volksrepublik China ernannt, mit zusätzlicher Akkreditierung für die Republik Korea.

## Samoanisch-chinesische Beziehungen
Als erster und langjähriger Botschafter Samoas in China spielte Toʻomata eine zentrale Rolle in den samoanisch-chinesischen Beziehungen. In einem Interview mit dem chinesischen Staatssender CGTN im Jahr 2025 lobte er die Errungenschaften der Kommunistischen Partei Chinas (KPCh) und betonte, dass Samoa viel von China lernen könne. Besonders hob er Chinas Erfolge bei der Armutsbekämpfung hervor. Toʻomatas lange Amtszeit von 2009 bis 2022 unterstreicht die Kontinuität und Stabilität in den samoanisch-chinesischen Beziehungen.

## Bilaterale Zusammenarbeit
Während seiner Amtszeit setzte sich Toʻomata für die Vertiefung der wirtschaftlichen, kulturellen und bildungspolitischen Beziehungen zwischen Samoa und China ein. Er unterstützte aktiv die Belt and Road Initiative und förderte die Zusammenarbeit zwischen China und den pazifischen Inselstaaten.
Seine diplomatischen Bemühungen trugen dazu bei, die bilateralen Beziehungen zu festigen, was sich in verschiedenen Entwicklungsprojekten und Austauschprogrammen widerspiegelte. Im März 2024 würdigte der neue chinesische Botschafter in Samoa, Fei Mingxing, Toʻomatas Beiträge zur Förderung der chinesisch-samoanischen Beziehungen.

## Diplomatische Vertretung
Als Ambassador Extraordinary and Plenipotentiary leitete Toʻomata die samoanische Botschaft in Peking, die sich im Tayyan Diplomatic Office Building im Bezirk Chaoyang befindet. Zu seinen Aufgaben gehörten die Förderung der Entwicklungszusammenarbeit, kulturelle Angelegenheiten und der Kontakt zur lokalen Presse.